# Aphantopus campana
Aphantopus campana är en fjärilsart som beskrevs av John Henry Leech 1892/94. Aphantopus campana ingår i släktet Aphantopus och familjen praktfjärilar. Inga underarter finns listade i Catalogue of Life.